# Riccardo Bauer
Riccardo Bauer (Milano, 6 gennaio 1896 – Milano, 15 ottobre 1982) è stato uno storico, giornalista, politico e antifascista italiano.

## Biografia
Partecipò come tenente di artiglieria da montagna alla prima guerra mondiale affrettando le pratiche per ottenere la cittadinanza italiana in modo da potersi arruolare: era infatti nato da Francesco, boemo di nascita, e da Giuseppina Cairoli. Terminata la guerra, dopo due ferite, una medaglia di bronzo, due croci di guerra ed un encomio solenne, congedato nel giugno 1919 rientrò a Milano dove riprende gli studi e nel dicembre 1920 conseguì la laurea in scienze economiche presso l'università Bocconi".
Fu prima segretario e poi direttore del Museo sociale della Società Umanitaria di Milano, carica dalla quale fu rimosso dai fascisti nel 1924.

Ferruccio Parri, fondatore con Bauer del settimanale Il Caffè

Collaboratore de La Rivoluzione liberale di Piero Gobetti e fondatore, con Ferruccio Parri e altri, del settimanale Il Caffè, venne arrestato più volte e, nel 1927, confinato a Ustica e a Lipari.
Tornato libero nel 1928, riprese l'attività clandestina e, con Ernesto Rossi e altri, aderì al movimento Giustizia e Libertà, fondato a Parigi nell'agosto del 1929 da Carlo Rosselli, Emilio Lussu e Francesco Fausto Nitti. Dopo altri arresti, nel 1931 Bauer fu condannato definitivamente dal Tribunale speciale per la difesa dello Stato a venti anni di reclusione. Si trattò della prima sentenza contro il movimento "Giustizia e Libertà" e i suoi massimi dirigenti. Tra gli imputati figuravano lo scienziato Umberto Ceva, suicidatosi in carcere, e la spia dell'OVRA Carlo Del Re.
Nel 1939 uscì dal carcere e venne inviato al confino di Ventotene. Liberato nel 1943, alla caduta del fascismo, partecipò al congresso clandestino del Partito d'Azione (Firenze, 5-6 settembre 1943) nel quale fu nominato responsabile militare per il Centro-Sud, in previsione di una lotta popolare armata contro le divisioni tedesche che già calavano agguerrite attraverso il confine del Brennero. A Roma, dopo l'8 settembre, come dirigente e capo della Giunta militare del Partito d'Azione, fu tra i principali organizzatori della Resistenza. Fu membro del Comitato centrale di liberazione nazionale e del più ristretto comitato militare, con Luigi Longo e Sandro Pertini. 
Nel 1944 fondò e diresse fino al 1946 la rivista Realtà Politica. Dopo la Liberazione militò nel Partito d'Azione e venne nominato componente della Consulta nazionale (1945). Nel febbraio del 1946 si tenne il primo congresso del partito, nel quale la radicalizzazione dei contrasti interni porta all'uscita di Parri e La Malfa. Deluso, Bauer lasciò la politica dimettendosi anche dalla Consulta; tornò prima alla vicepresidenza, poi alla presidenza della Società Umanitaria. 
Negli anni cinquanta e sessanta fece più volte parte del Consiglio di Amministrazione della Triennale di Milano.
Successivamente al 1969, presiedette la Lega italiana dei diritti dell'uomo, la Società per la Pace e la Giustizia internazionale, il Comitato italiano per l’universalità dell’Unesco.
Domenica 17 ottobre 1982 a Milano, in piazza San Fedele, si tennero i suoi funerali di Stato, alla presenza del presidente della Repubblica Sandro Pertini. Al termine, venne tumulato nel cimitero di Bruzzano, nella tomba familiare.

## Omaggi
- Dopo la sua morte è stata creata una Fondazione e il Centro di formazione professionale Riccardo Bauer di Milano [8], che rappresenta la naturale evoluzione delle attività formative sviluppate dalla Scuola del Libro della Società Umanitaria e opera nell'area della fotografia e della comunicazione visiva.
- Nel 1997 per i suoi scritti politici Un progetto di democrazia, antologia curata da Arturo Colombo, gli è stato assegnato, alla memoria, il premio internazionale "Ignazio Silone".[9]
- A Milano, sulla casa in piazzale Cadorna 4 dove visse, è ricordato da una targa marmorea.

## Opere principali
- Il senso della libertà. Temi e problemi della maturazione democratica, Manduria, Lacaita, 1967.
- Il movimento pacifista e i lavoratori, Milano, Arti grafiche milanesi, 1972.
- Per una vera pace. L'arbitrato internazionale obbligatorio, Milano, Società per la pace e la giustizia internazionale - Fondazione Ernesto Teodoro Moneta, 1975.
- Il dramma dei giovani, Milano, Pan, 1977.
- Breviario della democrazia, Milano, Pan, 1978.
- Le radici della democrazia. Scritti (1945-1946), Firenze, Le Monnier, 1983.
- Quello che ho fatto. Trent'anni di lotte e di ricordi, Bari, Laterza, 1987.
- La guerra non ha futuro. Saggi di educazione alla pace, Milano, Linea d'ombra, 1994. ISBN 8-809-00949-5.
- Un progetto di democrazia, Bologna, Il Mulino, 1996. ISBN 8-815-05286-0.
- Pesci in faccia. Verità che scottano, Robecchetto con Induno, Raccolto Edizioni - Società Umanitaria, 2012. ISBN 978-88-87724-60-8.